# 大同韓新傳播學院
大同韩新学院（英文：Oneworld Hanxin College）是一所马来西亚的私立华文传播学院，目前孕育了大量大马专业媒体人才，亦是全马华文传播教育历史最悠久的高等学府。

## 简介
大同韩新学院创立于1988年，位于蕉赖皇后镇的新校舍于2018年尾启用。迈入创校第三十三周年，大同韩新学院已培育了无数的媒体人，至今也不忘初心一直秉持着有教无类及平民收费的精神继续办校。2年4个月的文凭课程（Diploma）学杂费以廉宜著称，同时，也提供奖助贷学金，以减轻学生负担。
大同韩新学院也是马来西亚最早与台湾及中国大专院校签订学分转移协议的学院，让本院毕业生到中、台的姊妹校修读学士学位（Degree）时，直接插班念三年级，节省了不少时间和费用。目前与本院签约的中、台姊妹校共有十多所。计有中国传媒大学、国立台湾艺术大学、世新大学、淡江大学、静宜大学等等。
大同韩新设有广播电视电影系（Diploma in Broadcasting）、跨媒体新闻系（Diploma in Journalism）、媒体研究系（Diploma in Media Studies）。学生人数逾500人，校友遍布各大传媒界，如报馆、电视台、电台、电视电影制作公司、网络媒体、公关公司、广告公司、Youtuber公司、藝人經紀公司等，甚至各大社团和教育界都有韩新人的踪影。
大同韩新开办的文凭课程，重视理论实作和人文素养。学生除了接受传播理论和实务训练外，也需培养人文素养和思考能力，以成为德才兼备的人才。
走过37个年头，大同韩新见证时代的变迁。21世纪的今天，网络开启传播新时代，传统媒体正面临转型的关键时刻，文字传播虽然有其重要性，但影像传播却越来越重要。过往，传播教育的关键词是“客观、中立、专业”，现在更讲求“创意、故事、分析、全球与在地”。

## 学术单位
- 跨媒体新闻系：理论和实务并重，学生必须手脑并用，从作中学。因此，新闻系学生在第一年学习了基本理论后，第二年就会投入在实务课里。他们要制作影像新闻、杂志和报纸，还要负责运作实习新闻网站“韩曦网”。两年四个月的学习结束后，新闻系学生不但累积了作品，更累积了许多采访经验，可立即投入业界工作。
- 广播电视电影系：专业课程涵盖广播、电视和电影三个领域。课程以理论为基础，结合大量的实作机会，透过本院所设立的校园电台和电视台，实践课堂上所学的广播与影视制作技巧。另外，本系历届学生在期末必举办〈毕业影展〉，对外公开播映学生制作的剧情短片等影像作品，从中鼓励学生创作和拍摄，并在过程中累积拍摄技巧和创作经验。
- 媒体研究系：此科系旨在提供公共演说、市场行销、有效沟通、危机管理与议题咨询等理论知识和专业技能。它将透过理论与实作，培养学生掌握现代公关知识，包括营销、沟通、媒体关系和公关事务，让学生在业界一展所成，成为业界的传播高手。
- 工业机器人专业课程（2+1）：机器人随着智能设备的发展，在工业领域的使用越发普遍且重要。本课程结合理论课程与实践教学，培养具备工业机器人装配、维修、控制、管理、软件开发等能力的技能型人才。
- 人类性学研究所硕士在职专班

## 外部連結
- 大同韓新學院網頁